# Растињано-Картерија ди Сесто (Болоња)
Растињано-Картерија ди Сесто (итал. Rastignano-Carteria di Sesto) је насеље у Италији у округу Болоња, региону Емилија-Ромања.
Према процени из 2011. у насељу је живело 5231 становника. Насеље се налази на надморској висини од 117 м.